# Драпарно, Жак Филипп Раймон
Жак Филипп Раймон Драпарно (фр. Jacques Philippe Raymond Draparnaud; 1772—1804) — французский естествоиспытатель, малаколог и ботаник.

## Биография
В 1790 году приступил к изучению медицины. С 1794 по 1804 год работал профессором физики и химии в колледже Сореза и профессором грамматики и медицины в университете Монпелье. Одновременно был директором Ботанического сада в Монпелье. Его главный труд о брюхоногих «Histoire naturelle des mollusques terrestres et fluviatiles de la France» (1805) появился после смерти автора и принёс ему признание как «отца французской малакологии». В ноябре 1803 года вышел в отставку и умер от туберкулёза 2 февраля 1804 года в Монпелье в возрасте 31 года.

## Эпонимы
Его именем названы семейство Draparnaudiidae, род Draparnaudia и вид Oxychilus drapartnaudi наземных улиток.